# Йохан II (Шварцбург-Вахсенбург)
Йохан II фон Шварцбург-Вахсенбург (на немски: Johann II von Schwarzburg-Wachsenburg; * 1327; † между 28 февруари и 21 май 1407) е граф на Шварцбург-Вахсенбург.

## Произход
Той е третият син на граф Гюнтер XVIII фон Шварцбург-Вахсенбург († 1355) и съпругата му Рихца фон Шлюселберг († 1359), дъщеря на Конрад II фон Шлюселберг († 1347) и Елизабет. Брат е на Гюнтер XXVI († 1362), граф на Шварцбург, господар на Лойхтенбург-Хойерсверда, Хайнрих XIV († 1365) и Зигхард I († 1368/1369), викар в Шпремберг, катедрален приор в Кьолн.

## Фамилия
Първи брак: на 16 юли 1358 г. с Рихца фон Хенеберг († сл. 1384), вдовица на граф Хайнрих IV фон Ваймар-Орламюнде († ок. 1357), дъщеря на граф Попо X (IX) фон Хенеберг-Хартенберг-Ашах († 1348) и втората му съпруга Рихца фон Хоенлое († 1337). Бракът е бездетен.
Втори брак: сл. 13 декември 1377 г. със София фон Шварцбург († сл. 1395), вдовица на граф Фридрих II фон Орламюнде († 1367), граф Георг I фон Кефернбург-Илменау († 1376) и на граф Хайнрих XI фон Щолберг († 1377/78), дъщеря на крал Гюнтер XXI фон Шварцбург-Бланкенбург († 1349) и Елизабет фон Хонщайн-Клетенберг († 1380), дъщеря на граф Хайнрих IV фон Хонщайн-Клетенберг. Те имат децата:
- Гюнтер XXX фон Шварцбург-Вахсенбург († ок. 1395), женен за Юта фон Шварцбург-Бланкенбург († 1372)
- Хайнрих XXIX фон Шварцбург († 1395)
- Рихца фон Шварцбург († сл. 1416), омъжена пр. 1370 г. на Петдесетница за граф Дитрих VII фон Хонщайн-Келбра-Морунген († 1 март 1399)
- Балтазар I, граф фон Шварцбург († 1396)
- Йохан III фон Шварцбург († 14 май 1377, битка при Ройтлинген), каноник в Св. Гереон
- Анна фон Шварцбург († 1412), омъжена за бургграф Албрехт III фон Кирхберг († 1427)